# Hichem Ben Jemaa
Pour les articles homonymes, voir Jemaa.
Hichem Ben Jemaa, né le 22 octobre 1976 à Bizerte, est un homme politique tunisien membre du Congrès pour la République (CPR) puis du Courant démocrate.

## Biographie
Il étudie dans sa ville natale, y obtenant son baccalauréat en lettres (1997), puis décroche une maîtrise en droit à Casablanca et un master en criminologie à Tunis (2005) dans le but de devenir avocat.
Il rejoint alors le CPR et se voit élire, après la révolution de 2011, à l'assemblée constituante dans la circonscription de Bizerte ; il y siège au sein de la commission de la législation générale. Il devient secrétaire d'État auprès du ministre de la Jeunesse et des Sports, Tarak Dhiab, au sein du gouvernement Jebali formé en décembre 2011. Quittant le gouvernement en mars 2013, il revient alors à l'assemblée.